# 形見
| ウィキペディアには「形見」という見出しの百科事典記事はありません（タイトルに「形見」を含むページの一覧/「形見」で始まるページの一覧）。 代わりにウィクショナリーのページ「形見」が役に立つかもしれません。 |